# Дорошевський Микола Федотович
Дорошевський Микола Федотович (1855 − 1919) − військовий і державний діяч часів Російської Імперії, генерал від інфантерії.

## Життєпис
Народився 31 січня 1855 року (за старим стилем) в м. Чернігові. Здобув освіту в Чернігівській чоловічій гімназії. Вступив на військову службу в 1871 році. У 1873 році отримав звання прапорщика. У 1876 році після закінчення 2-го військового Костянтинівського училища був переведений в чин підпоручика і прикріплений до Ізмайлівського лейб-гвардії полку.
В 1877 році отримав звання поручика. Учасник російсько-турецької війни. У 1878 році за хоробрість був нагороджений Орденом Святої Анни 4-го ступеня з написом «За хоробрість».
У 1881 році отримав звання штабс-капітана. У 1882 році після закінчення Олександрівської військово-юридичної академії по 1-му розряду підвищений до звання капітана військово-судового відомства та призначений помічником військового прокурора. У 1885 році отримав звання підполковника, в 1889 — полковника. З 1890 року був помічником військового судді.
З 1898 року призначений військовим прокурором Військово-окружного суду Віленського військового округу. У 1899 році отримав звання генерал-майора. З 1905 року призначений головою Військово-окружного суду Варшавського військового округу. У 1906 році отримав звання генерал-лейтенанта. З 1909 року був постійним членом Головного військового суду Російської імперії. У 1915 році отримав звання генерала від інфантерії.